# Byłgarija Dnes
Byłgarija Dnes (bułg. България Днес) – bułgarski dziennik wydawany w Sofii.